# Karersee
De Karersee (Italiaans: Lago di Carezza, Ladinisch: Lec de Ergobando) is een bergmeer in het Italiaanse Zuid-Tirol nabij de Costalungapas die de grens met Trentino vormt.
Het meer ligt aan het einde van het Eggental dat begint nabij de provinciehoofdstad Bolzano. Door dit dal voert de zogenaamde Dolomietenweg die naar Cortina d'Ampezzo leidt. De Karersee is beroemd vanwege zijn kristalheldere groene water. Rondom het meer liggen uitgestrekte naaldbossen waar de toppen van de Latemar bovenuit torenen.
Het meer wordt gevoed door onderaardse bronnen. De grootte is afhankelijk van de seizoenen. In het begin van de lente, als de sneeuw in het gebergte begint te smelten, bereikt de Karersee zijn maximale grootte. Daarna daalt de waterspiegel langzaam tot deze in oktober het dieptepunt bereikt. In de herfst is het meer meestal niet dieper dan zes meter. Gedurende de winter vriest het wateroppervlak geheel dicht. Het warmst is het water van de Karersee in de maand augustus (13 °C).
Albano · 
Alserio · 
Annone · 
Barrea · 
Bolsena · 
Bracciano · 
Campotosto · 
Comabbio · 
Como · 
Endine · 
Garda · 
Garlate · 
Idro · 
Iseo · 
Ledro · 
Lugano · 
Maggiore · 
Mergozzo · 
Misurina · 
Monate · 
Orta · 
Pusiano · 
Trasimeno · 
Varese · 
Vico · 
Viverone